# Гобустан (заповідник)
Гобустан (азерб. Qobustan), також Державний історико-етнографічний заповідник «Гобустан» (азерб. Qobustan dövlət tarixi-bədii qoruğu) — археологічний заповідник в Азербайджані.
Музей петрогліфів — так іноді називають цей заповідник. Гобустан — гірське містечко, яке розташоване у східному Азербайджані і межує з південним схилом Великого Кавказького хребта на півночі, на заході з річкою Пірсаат, на півдні з горами Харамі і Мішов, на сході з Каспійським морем і Апшеронським півостровом.
Довжина території (з півночі на південь) становить 100 км, ширина близько 80 км. Середня висота території 600—700 м. Найбільші грязьові вулкани на Кавказі в Гобустані. Хоча Гобустан і передгірна зона, тут є безліч скельних гряд. Переважно тут напівпустельна місцевість.
У 2007 році ландшафт наскельних малюнків Гобустану був занесений в список об'єктів Світової спадщини ЮНЕСКО.

## Етимологія
Назва «Гобустан» означає «край ярів» (від «гобу» — западина, яр, колодязь; «стан» — край, земля, сторона).

## Історія

### Відкриття та дослідження

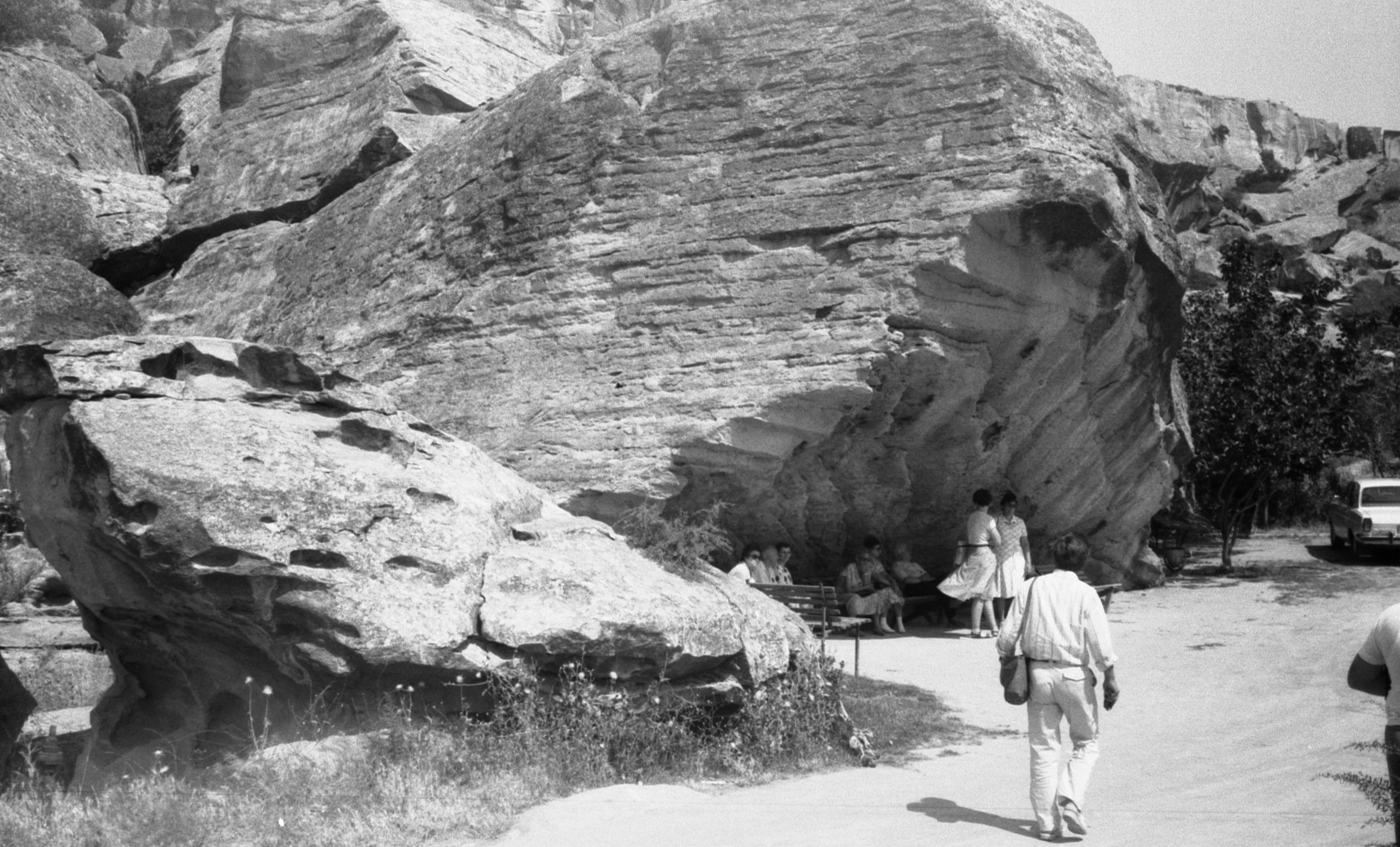
Відвідувачі в заповіднику в 1987 р.

Наскельні зображення на території Гобустану вперше були виявлені азербайджанським археологом Ісхаком Джафарзаде (1895—1982) в 1939 році. Він в тому ж році провів дослідження наскельних зображень на горах Джингірдаг і Язилитепе, а в 1940 році на території гір Боюкдаш і Кічікдаш.

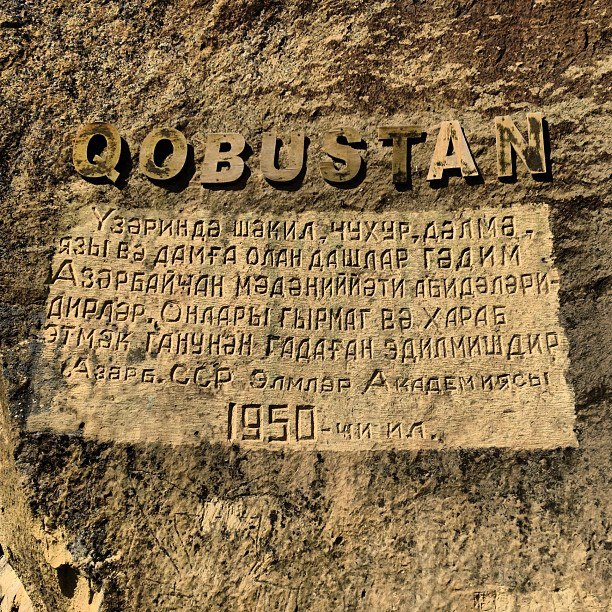
Напис у перекладі з азербайджанської: Малюнки і написи, вирізьблені на камені, є пам'ятками древнього Азербайджану. Ламати і псувати їх заборонено законом. Академія наук Азербайджанської РСР. 1950"

Однак наступні дослідження малюнків Гобустану було відкладено через Другу Світову Війну, а з 1947 року робота була відновлена. Починаючи з 1965 року вивченням пам'ятників Гобустану займалася спеціальна наукова експедиція на чолі з Дж. Рустамовим і Ф.Мурадовою. Експедиція провела археологічні дослідження більше 20 жител і притулків, більше 40 курганних захоронень, виявила та зареєструвала до 300 нових наскельних зображень. В даний час число відомих наскельних зображень в Гобустані досягає 6000. У XII—XI тисячоліттях до нашої ери в Чінгірдазі жило плем'я мисливців, на горі Кічікдаш — рибалок, а на горі Боюкдаш — скотоводів. Згідно з дослідженнями вчених, в кам'яній добі клімат в Гобустані був субтропічним. З 1966 року територія Гобустану оголошена заповідником.
У 1981 році заповідник відвідав відомий норвезький дослідник та мандрівник Тур Хеєрдал.
|               | Азербайджан є одним із найдавніших осередків цивілізації людства |
| — Тур Хеєрдал |                                                                  |

### Внесення У список ЮНЕСКО
Починаючи із 2002 року, урядом Азербайджану було надано до ЮНЕСКО пакет необхідних документів, стосовно включення деякої частини заповідника (територія наскельних малюнків), площею 537 га. У 2006 році було підготовлено і надано ЮНЕСКО план з управління і деяка робота х номінації Гобустану. Саме в цей період, за підтримки Гейдара Алієва та Мехрібан Алієвої до заповідника було запрошено тодішнього головного директора ЮНЕСКО — Мацуура Коіхіро (генеральний директор ЮНЕСКО із 1999—2009). Він був ознайомлений із пам'ятками Гобустану, а експерти з ЮНЕСКО та ІКОМОС підтримали ініціативу Міністерства культури та туризму Азербайджану. Під час 31-сесії Комітету всесвітньої спадщини ЮНЕСКО, що проходила із 23 червня по 2 липня 2007 року в місті Крайстчерч (Нова Зеландія), культурний пейзаж наскельних малюнків Гобустану був внесений до списку об'єктів Світової спадщини ЮНЕСКО.

## Географія

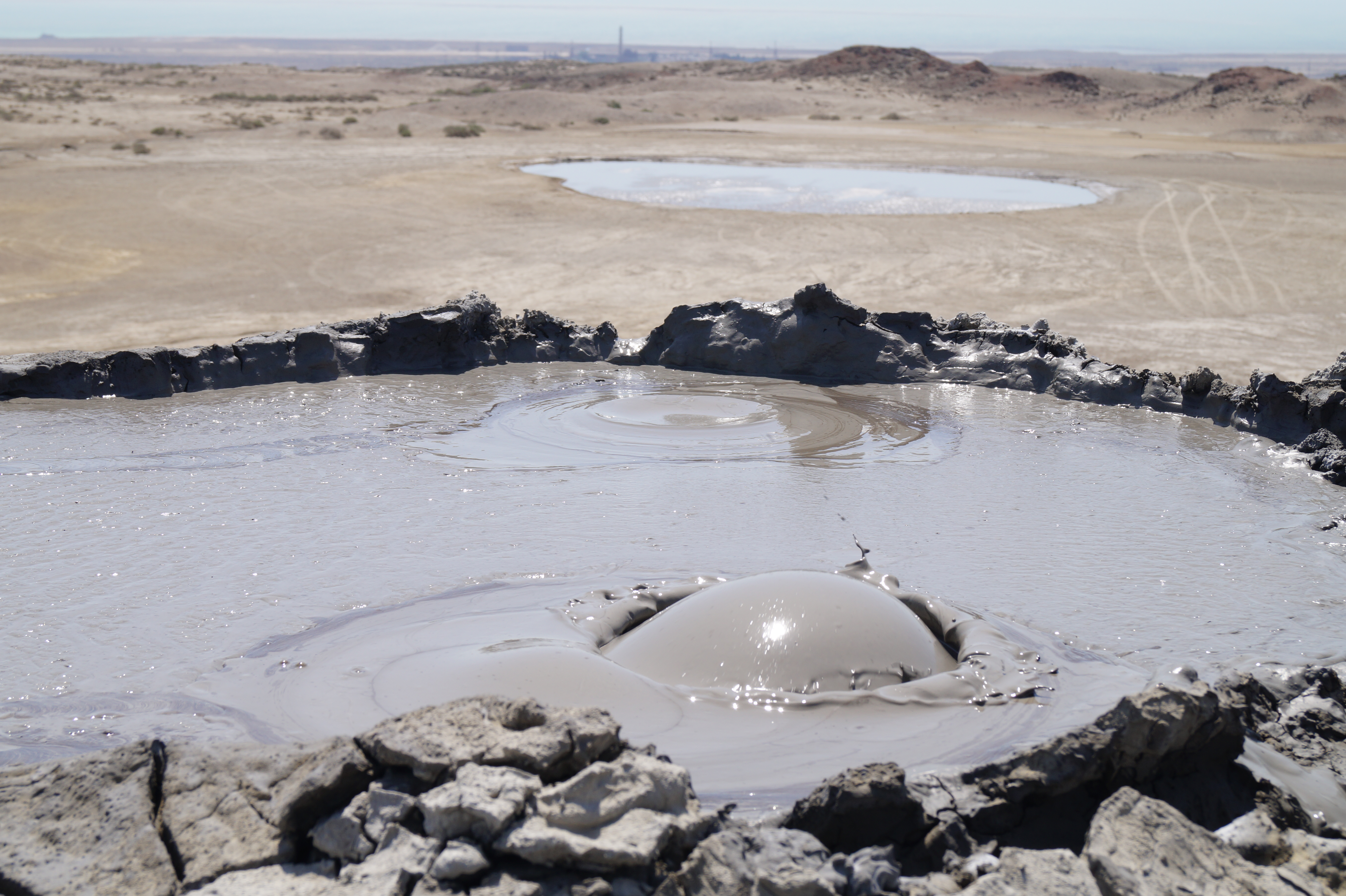
Грязьові вулкани Гобустану

Гобустан — географічний район на сході Азербайджану, розташований у межах двох адміністративних районів Азербайджану: Карадазького та Апшеронського. Це невелика територія між південно-східними відрогами Кавказу і Каспійським морем, пересічена ярами і сухими долинами. З півночі Гобустан обмежений південним продовженням Головного Кавказького хребта, на заході долиною річки Пірсаат, на півдні горами Мішовдаг і Харамі, на сході берегами Каспійського моря і Абшеронського півострова. Гобустан являє собою типове передгір'я, ландшафт якого складається з переважно скелястих хребтів, абсолютна висота яких не перевищує 1000 м. Клімат Гобустану — сухий субтропічний. Середньорічна температура повітря становить 12-14.5 °С. У середньому за рік випадає приблизно 218 мм атмосферних опадів. Ґрунти переважно сіро-бурі солонцюваті або гірські світло-каштанові. Основна річка — Джейранкечмез. На горі Боюкдаш є джерела і колодязі, що живляться підземними водами вапнякових відкладень і атмосферними опадами.
Тут розташовані найбільші на Кавказі грязьові вулкани.
|  |  |  |

### Флора
Рослинний світ Гобустану має характер, загальний для пустель і напівпустель. Розвиваються, в основному, весняні ефемери, а також полинова і солянкова дрібно-чагарникова рослинність. Серед каменів і скель можна натрапити на шипшину, дику вишню, ялівець, дику грушу, дикий гранат, виноград і деякі інші види дерев і чагарників.

### Фауна
Фауна Гобустану сильно збідніла за останні десятиліття. Природні жителі Гобустану тепер рідкісні лисиці, шакали, вовки, зайці, дикі голуби. Також є жайворонки, змії, ящірки та велика кількість павуків.

## Наскельні малюнки

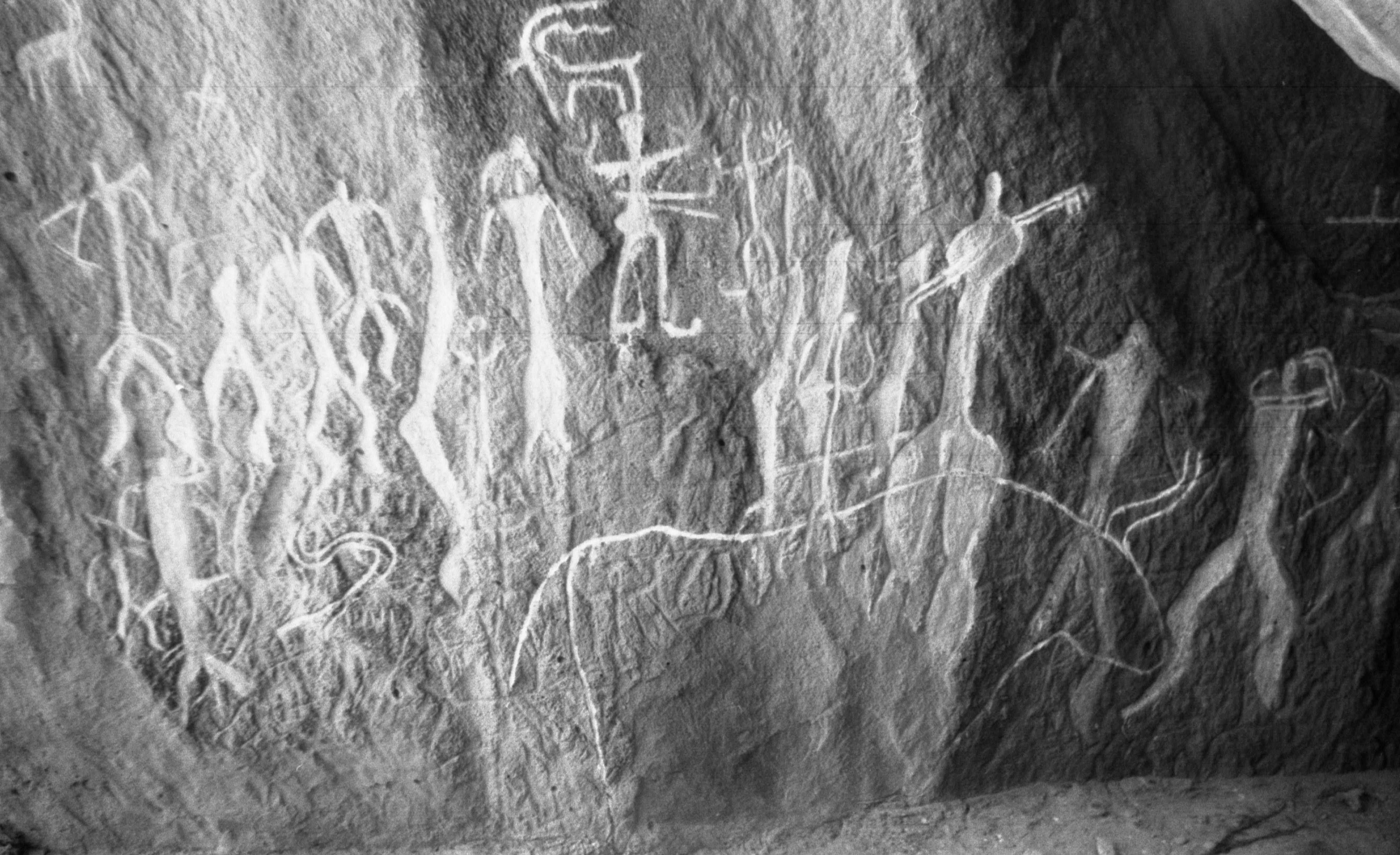
Зображення групи людей та тварин

У Гобустані налічується близько 6000 малюнків, які створювали з часів мезоліту і по середні віки. В основному це зображення людей та тварин, а також сцени життя за їхньої участі. Петрогліфи (наскельні малюнки) вибиті і видряпані на скелях, плитах та камінні. Їх можна побачити на території декількох сусідніх гір. Це гора Боюк-даш (201 м.) — «Великий камінь» і Кічікдаш (117 м.) — «Маленький камінь». Наскельні зображення Гобустану відрізняються різноманітністю тематики, оригінальністю сюжету і певною художньою майстерністю. Сюди включені зображення людини і тварин (таких, як дикий бик, козел, олень, джейран, кінь, птиця, риба тощо). На скелях також є численні зображення човнів, риболовецькі сітки, двоколісні гарби, караван верблюдів, свастики, хреста, сонця; крім цього, написи, вигравійовані арабським алфавітом і відносяться до різних періодів історії середніх віків Азербайджану. Також тут є римський напис, що підтверджує, що наприкінці I століття на цій території побував XII блискавичний Римський легіон.
Напис на кам'яній плиті:
|  | Imp Domitiano Caesare avg Germanic L Julius Maximus> Leg XII Ful. |

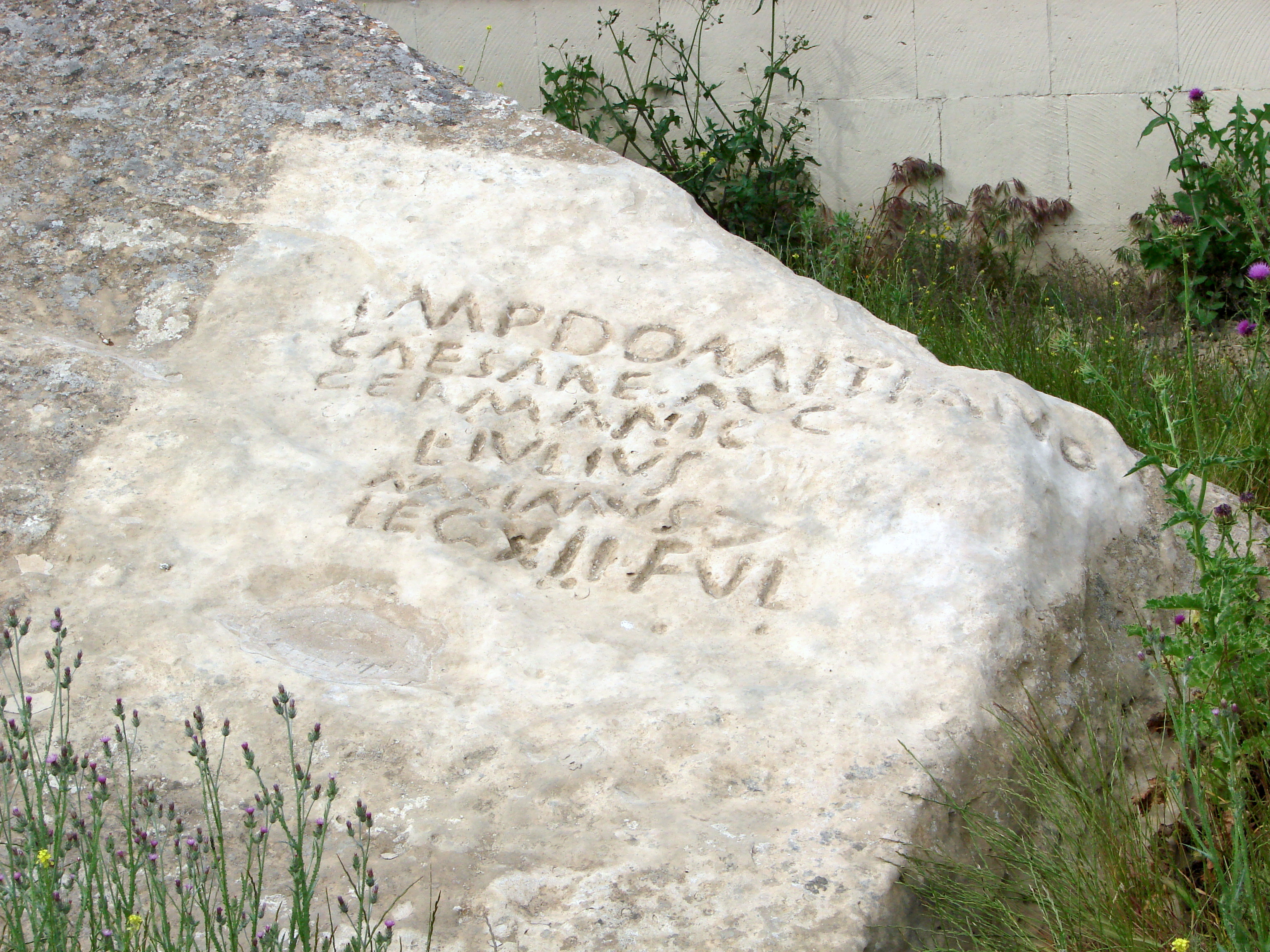
Запис кінця I століття н. е., що засвідчував присутність XII Блискавичного Римського легіону

У перекладі на українську мову вона означає: Час імператора Доміціана Цезаря Августа Німецького, Луцій Юлій Максим, Центуріон XII Легіону Блискавичного.
Тут також можна зустріти зображення ритуальних танців поодинці або ж групою, що нагадують сучасний азербайджанський народний танець ялли.

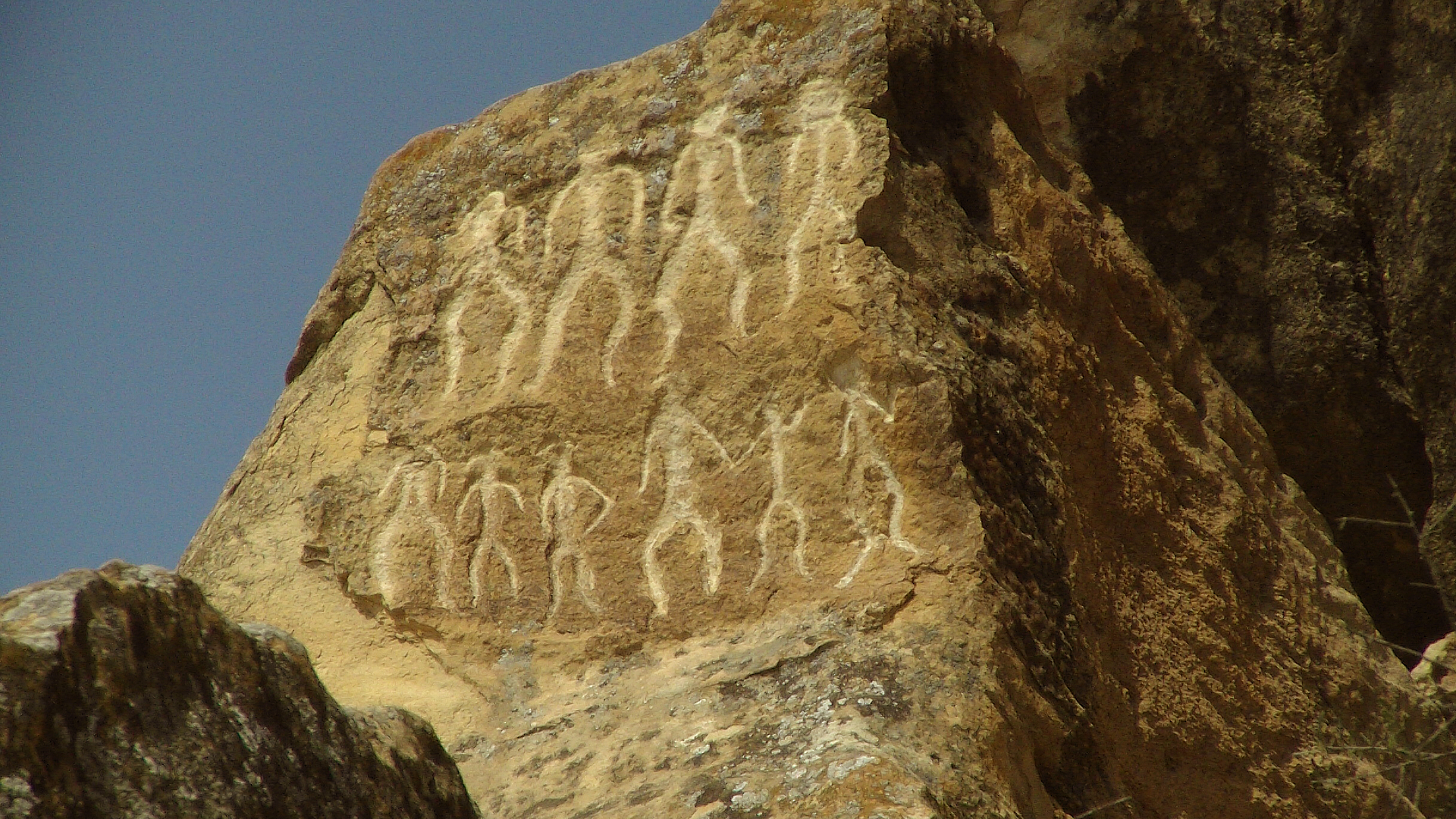
Танець ялли

На скелях Гобустану налічується приблизно 400 стародавніх чашоподібних заглиблень діаметром у 15-40 см. І глибиною в 10-30 см. А також двосторонні отвори діаметром у 5-8 см. Ці поглиблення на скелях, зафіксовані на території Гобустану, вважається, що були видовбані твердими кам'яними знаряддями, такими як кремінь, базальт, яшма та іншими. Зазвичай чашеві заглиблення можна зустріти перед печерами, які вважаються стоянками Кам'яної доби, а також перед, під скельними притулками. Ці заглиблення датуються кінцем неоліту до початку бронзи. Заглиблення використовувалися для збирання дощової води, крові жертовних тварин та інших цілей. Отвори ж використовувалися для прив'язування тварин і підвішування продуктів.
Аналогічні чашоподібні заглиблення були виявлені на території палацу Ширваншахів.

## Гавалдаш

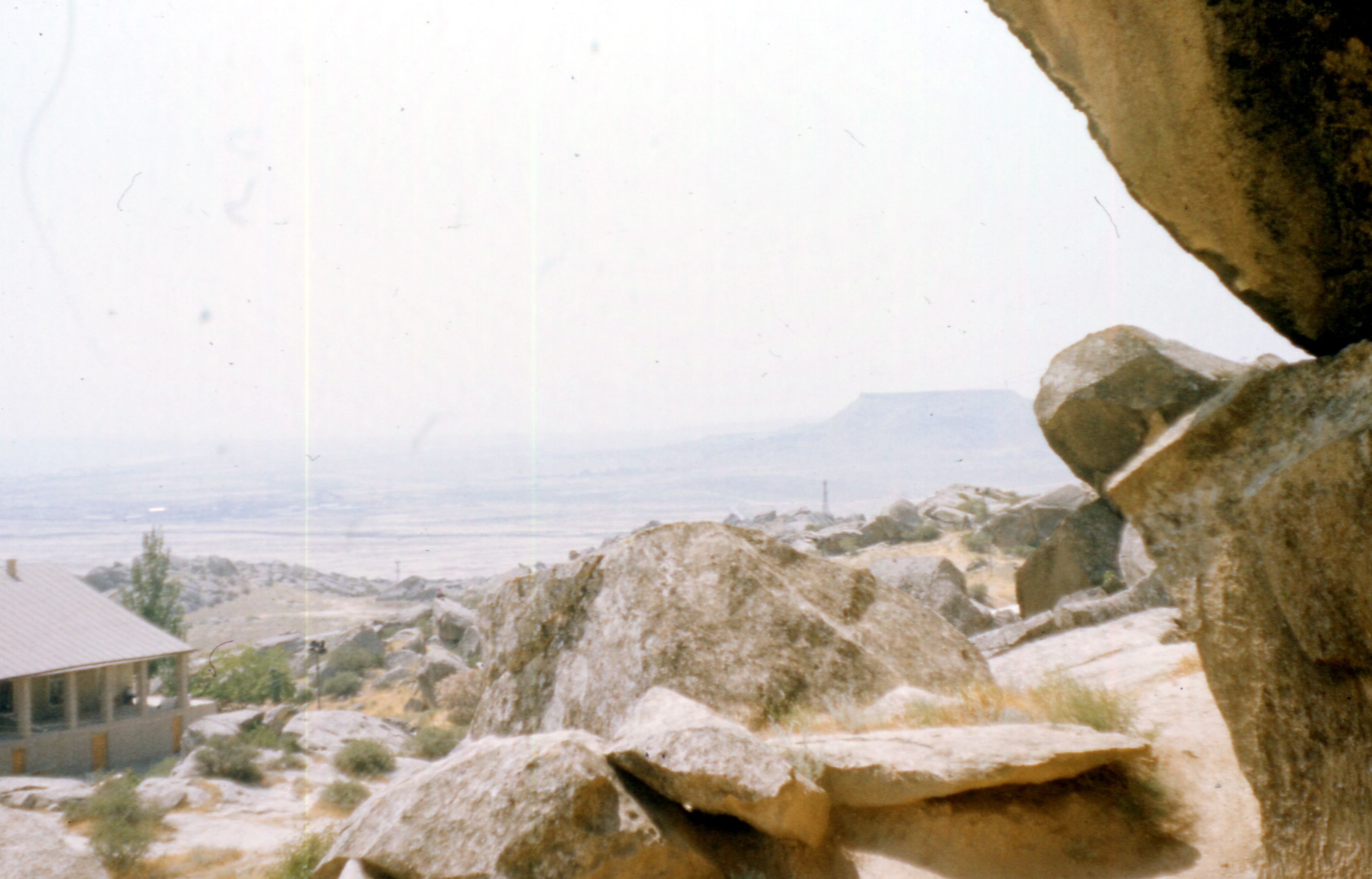
Гавалдаш, являє собою установлену лягома (тобто лежачи) велику плиту
(внизу праворуч на фото)

Існує безліч історичних, археологічних, літературних, лінгвістичних та етнографічних матеріалів, що підтверджують стародавність історії музичних інструментів на території Азербайджану. Видатний історик Насір Рзаєв писав: 
|  | Ми можемо бачити найдавніші пам'ятки мистецтва Азербайджану тільки на наскельних малюнках Гобустану. Ці малюнки, надряпані на скелі загостреним каменем, відносяться до XIII-X тисячоліття до нашої ери |

.
Одним із відомих зразків ідіофонічних інструментів є так званий гавалдаш, тобто кам'яний бубон, — брила скелі в Гобустані. На думку фахівців, історія виникнення гавалдашу йде від палеоліту — 1-1,5 мільйона років тому. За іншими даними, гавалдаш відомий людям починаючи з верхнього палеоліту, що розпочався 35-52 тис. років тому, коли формувалися Homo Sapiens. У Гобустані є 2 гавалдаша: в Чінгірдазі та на горі Боюкдаш. Є ймовірність, що гавалдашами користувалися мисливці і скотарі, що жили на цій території. Тисячоліття тому наші далекі предки, що жили в цих місцях, розводили багаття навколо гавалдаша і танцювали під акомпанемент музичного інструменту.

### Етимологія
Слово «гавалдаш» походить від двох тюркських слів — «гавал» і «даш». Гавал (Дойра) — музичний інструмент (слово це означає «посудина для святкування», «підроблений посуд»). А друга частина — «даш» вказує на те, що інструмент виготовлений із каменю.

### Морфологія та використання
Гавалдаш складається з вапняку у вигляді мушлі і переважно двох камінців. Сам інструмент — це плоский шматок вапняку, що спирається на скелю тільки у двох місцях і під собою утворює, так би мовити, повітряну подушку. Залежно від щільності раковин, гавалдаш видає різні звуки в різних місцях.
Відомо, що первісні люди, б'ючи по порожніх каменях, або шматками дерева, або один об одного, створювали перші ідіофони (тобто інструменти, що не потребують особливого налаштування), і таким шляхом дізналися, що цим способом можна видобувати різні звуки. Є ймовірність, що вартові племен під час нападу диких звірів або в інших небезпечних ситуаціях користувалися цими інструментами. Мабуть, що саме так стародавні люди вперше дізналися про гавалдаш і стали користуватися ним. На користь цієї версії вказує те, що гавалдаш розташований далеко від житла, і його звук розноситься на 2-3 кілометри. Виконавець озвучує гавалдаш, постукуючи по нього маленькими каменями. Таким чином можна видавати звуки різних тональностей і резонансів.

## Тюрма
Деякий час на території Гобустанського державного заповідника була розташована тюрма (Гобустанська закрита тюрма) для особливо небезпечних злочинців. Проте за наказом ЮНЕСКО було прийнято рішення про перенесення тюрми в селище Умбакі

## Галерея

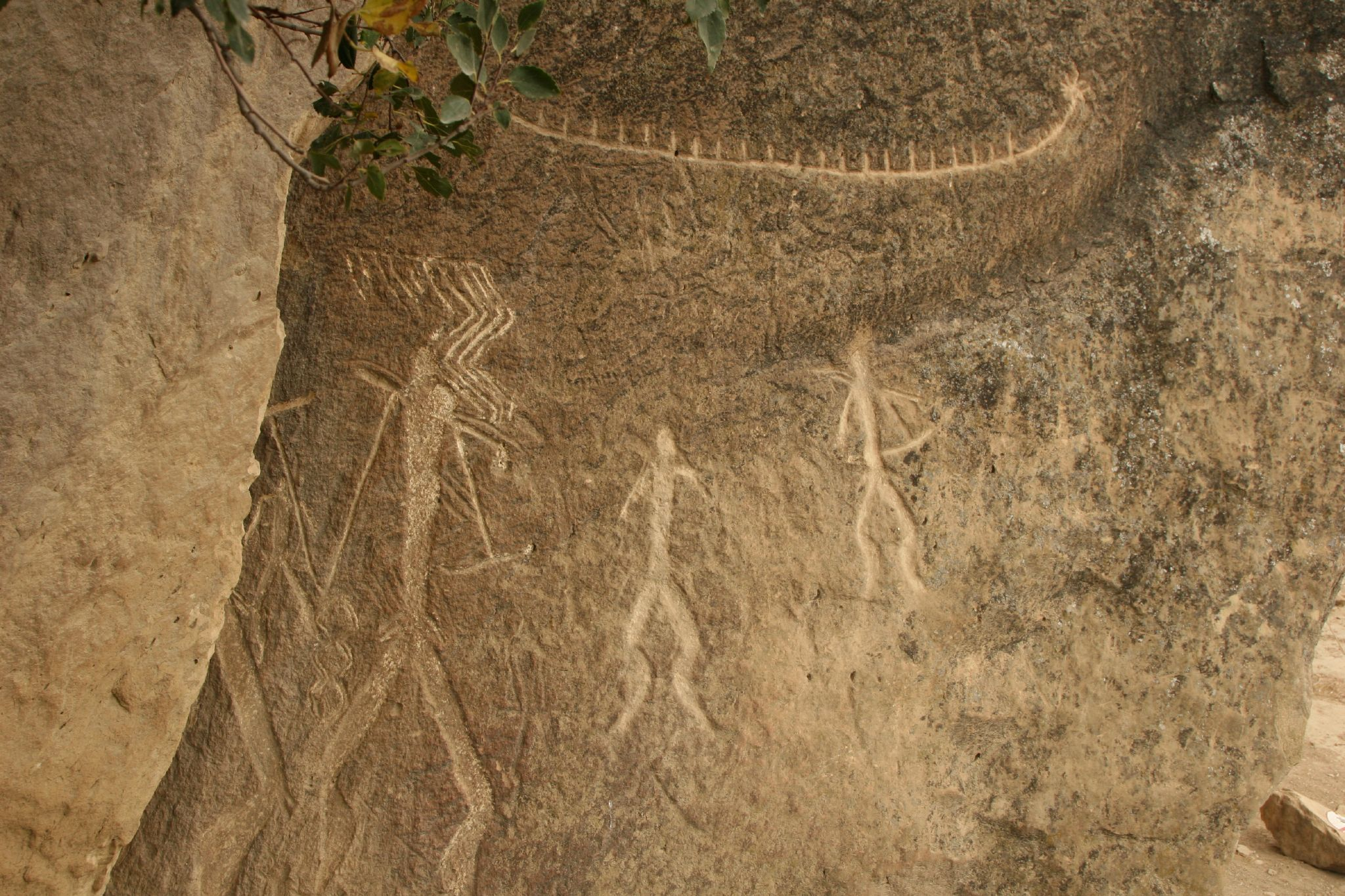
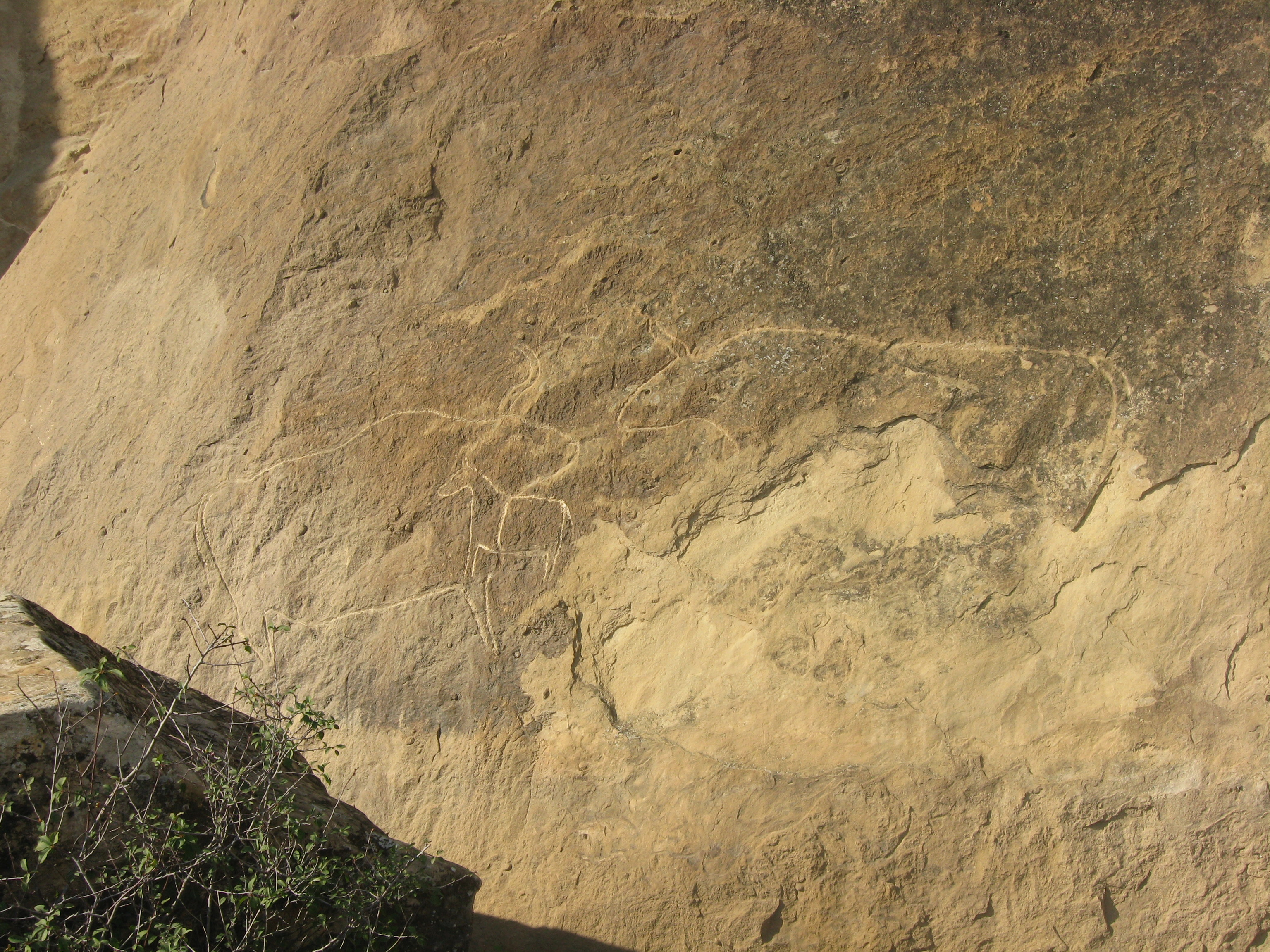
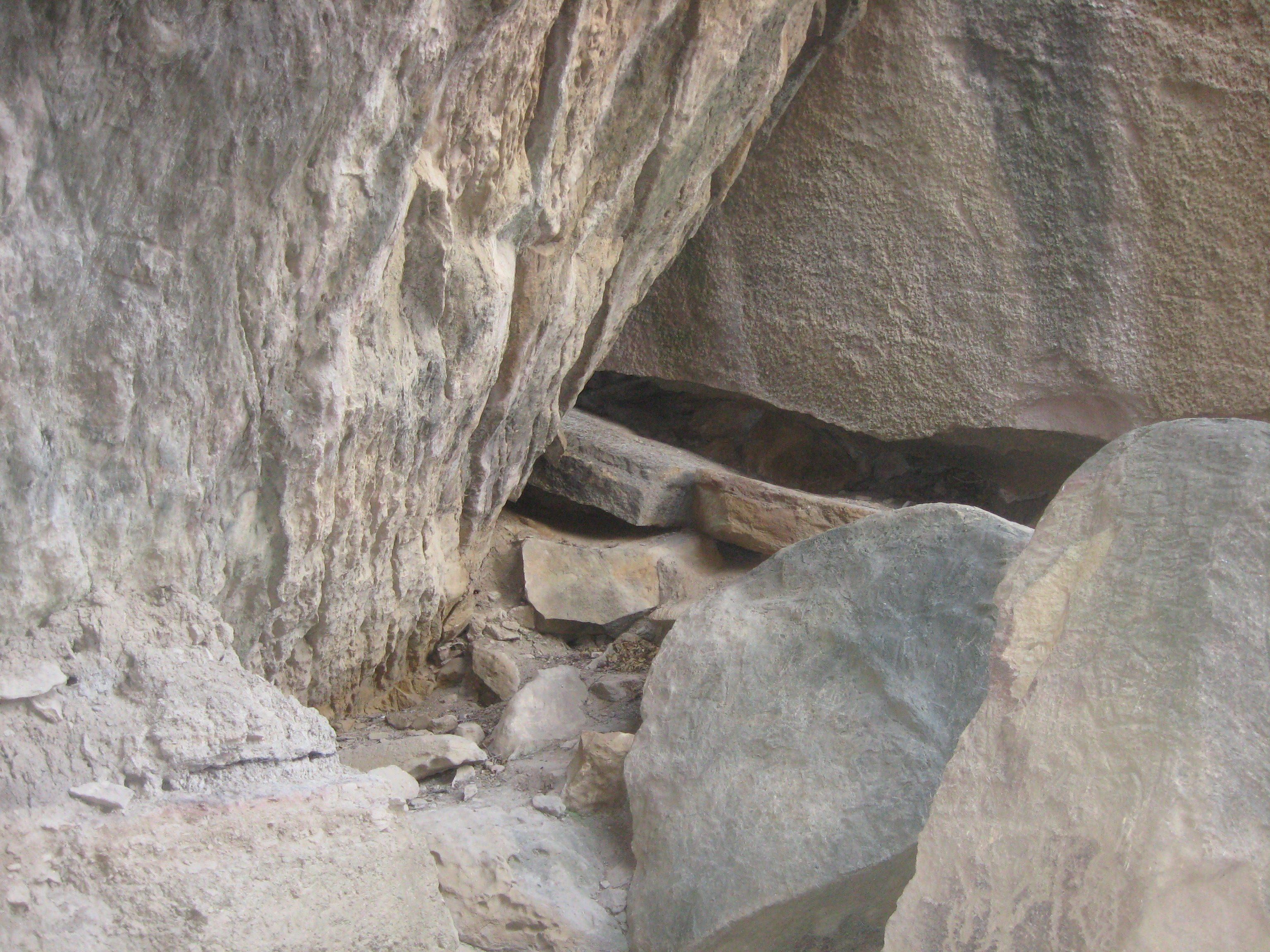
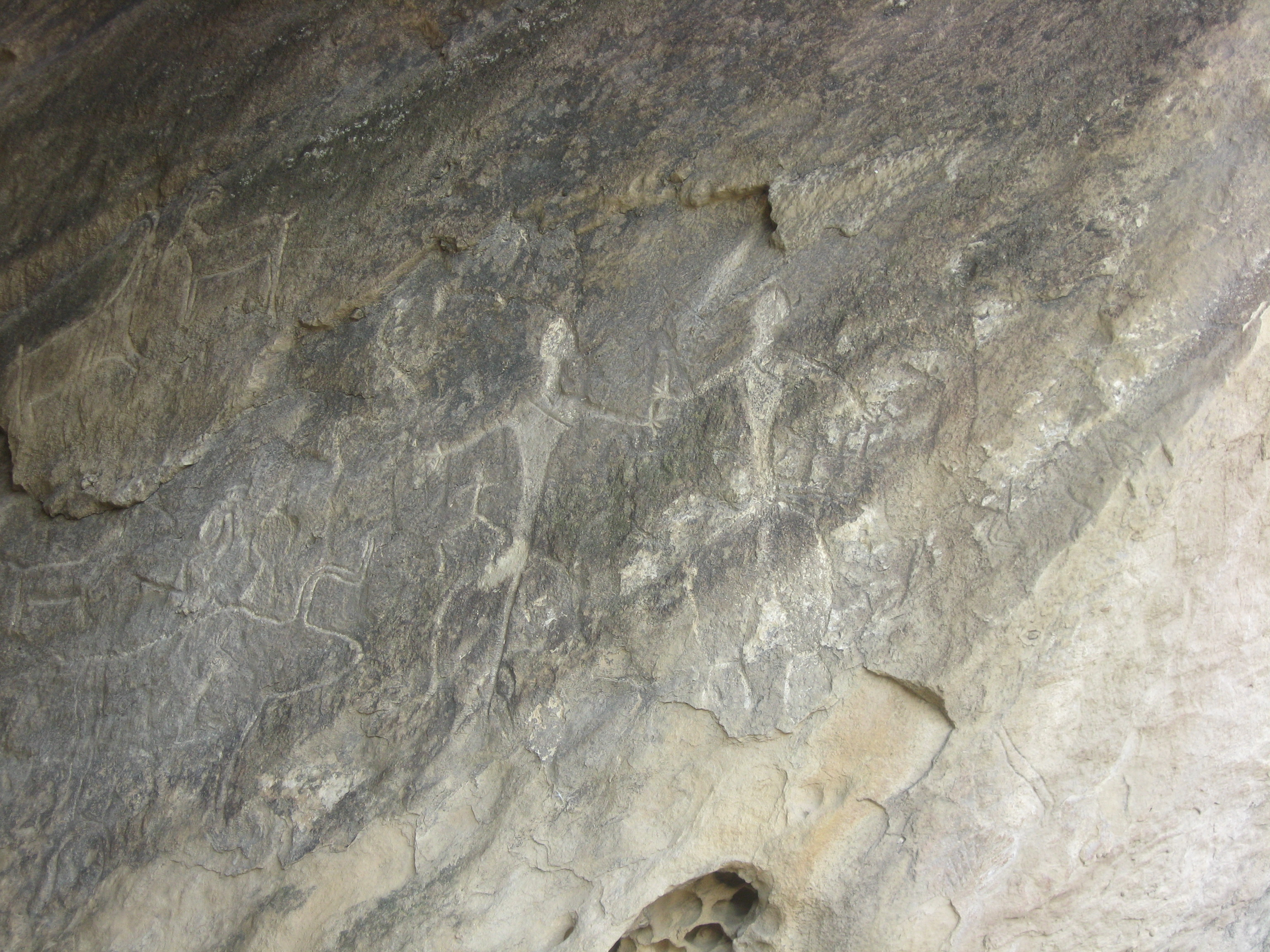
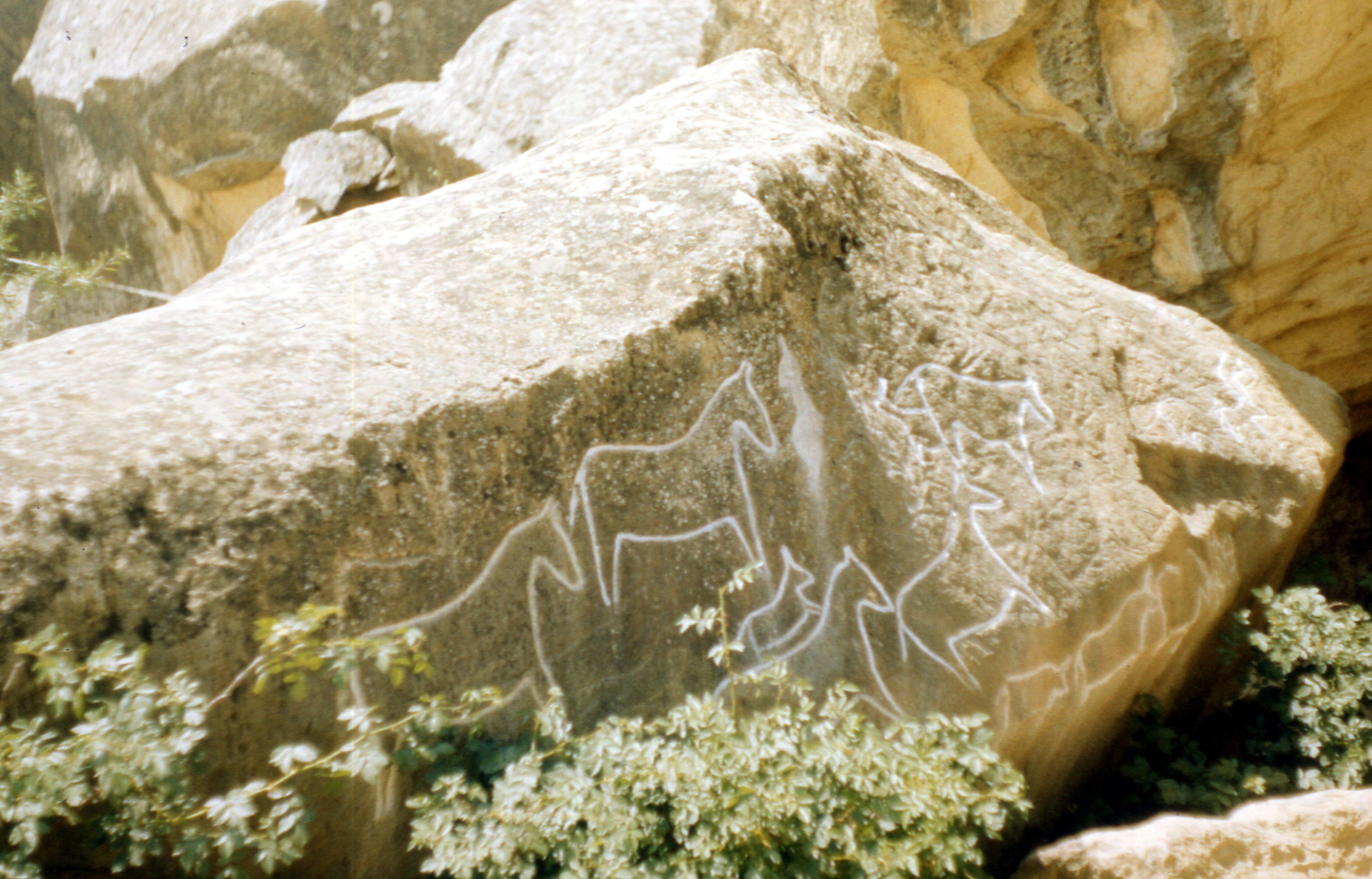
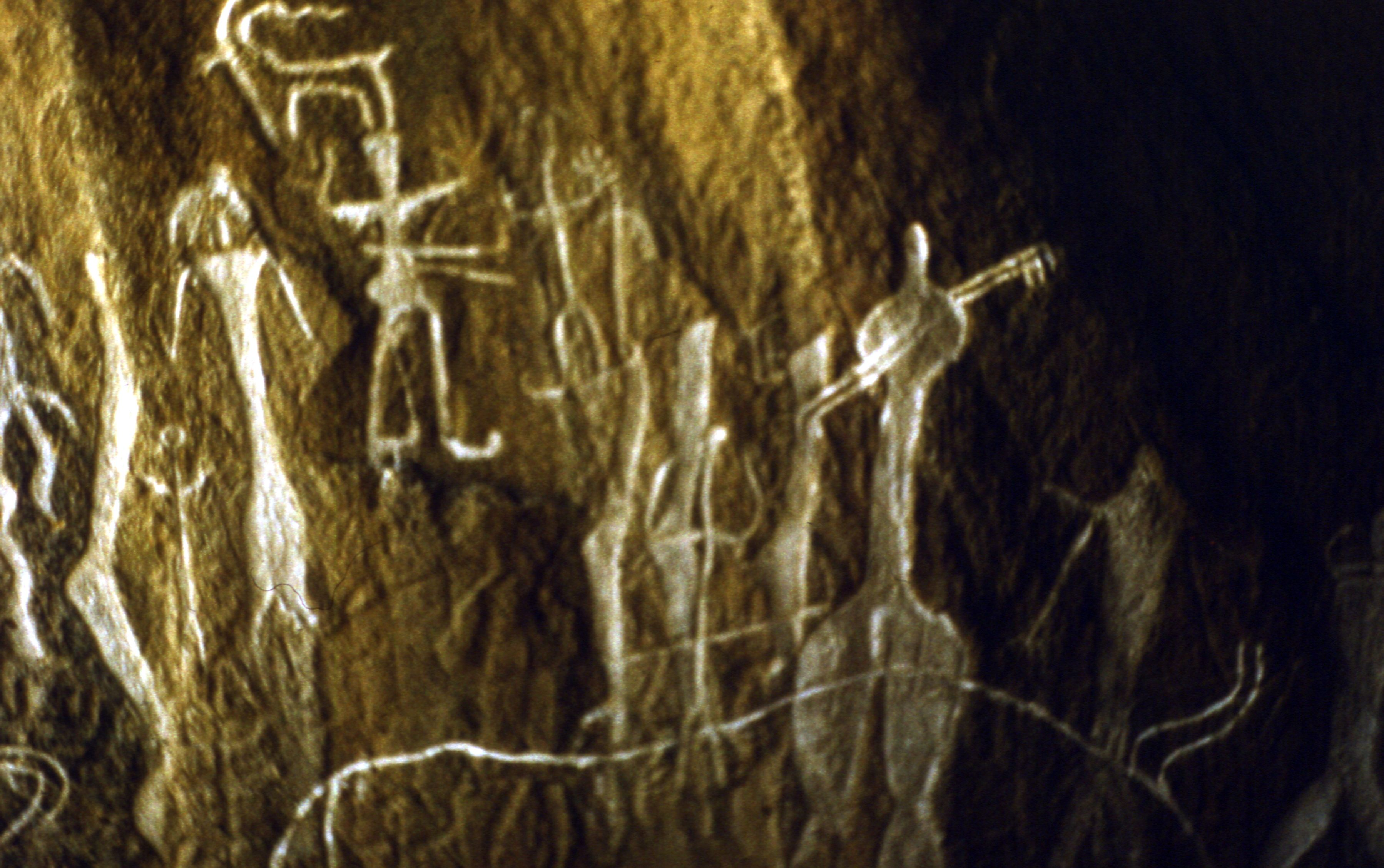
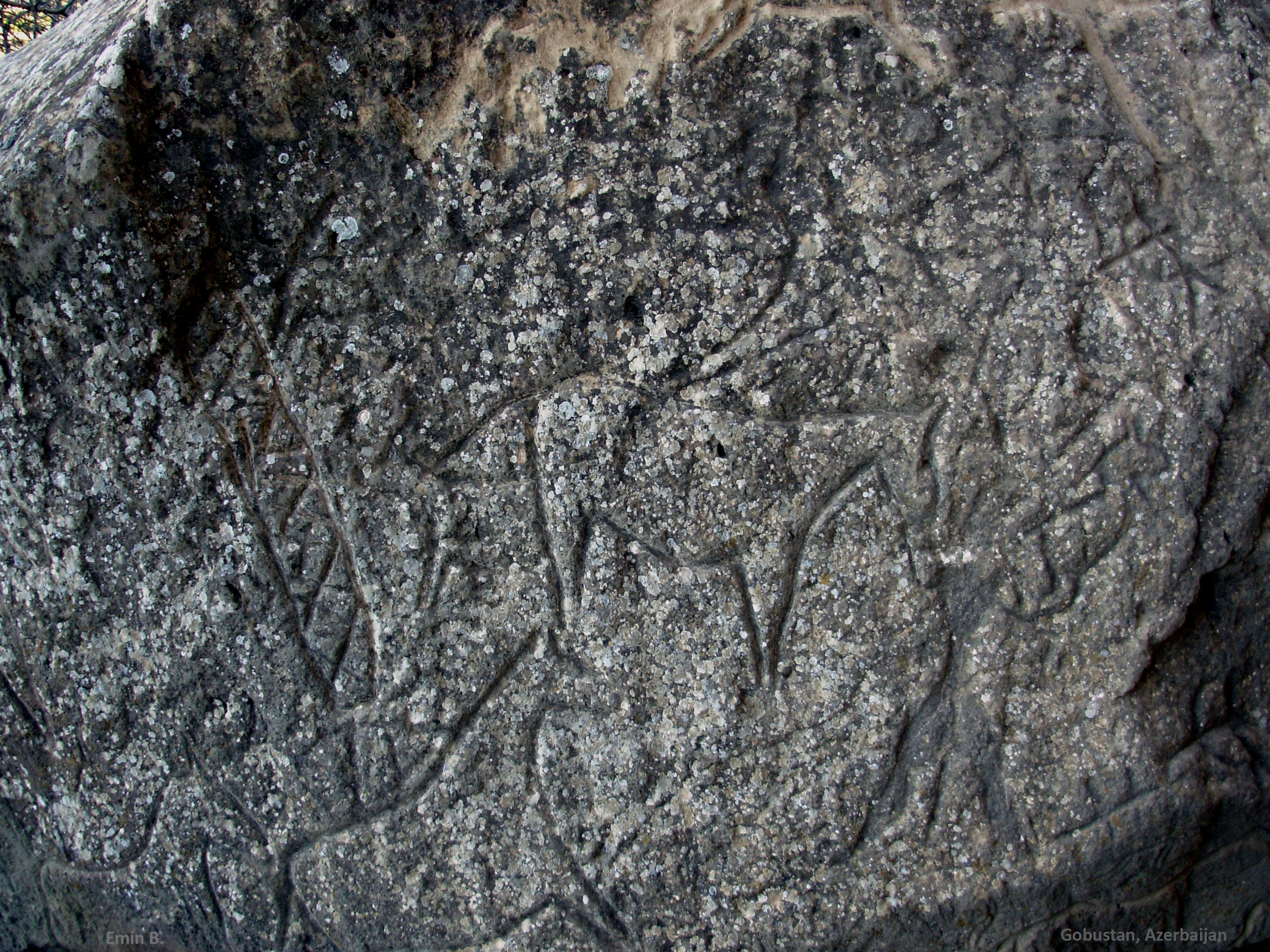
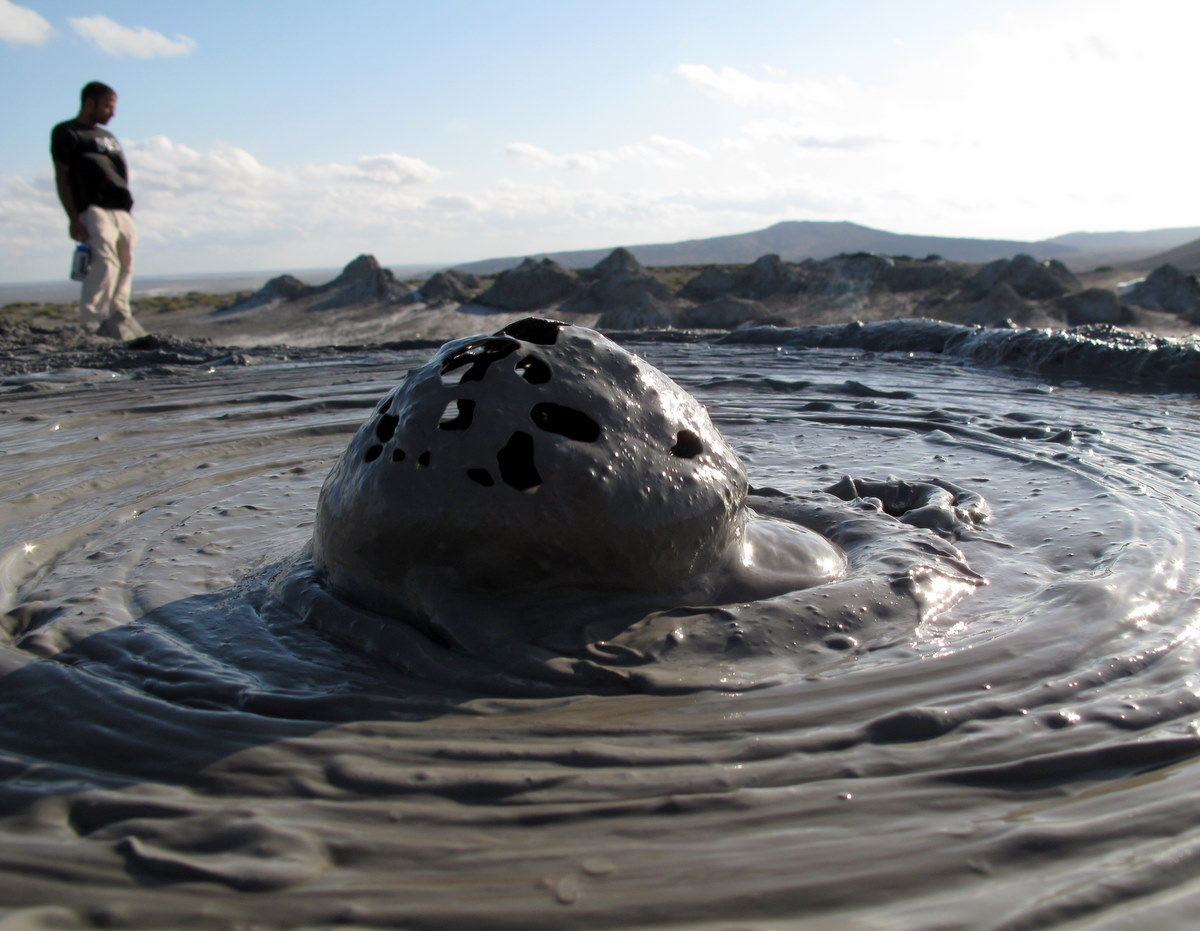
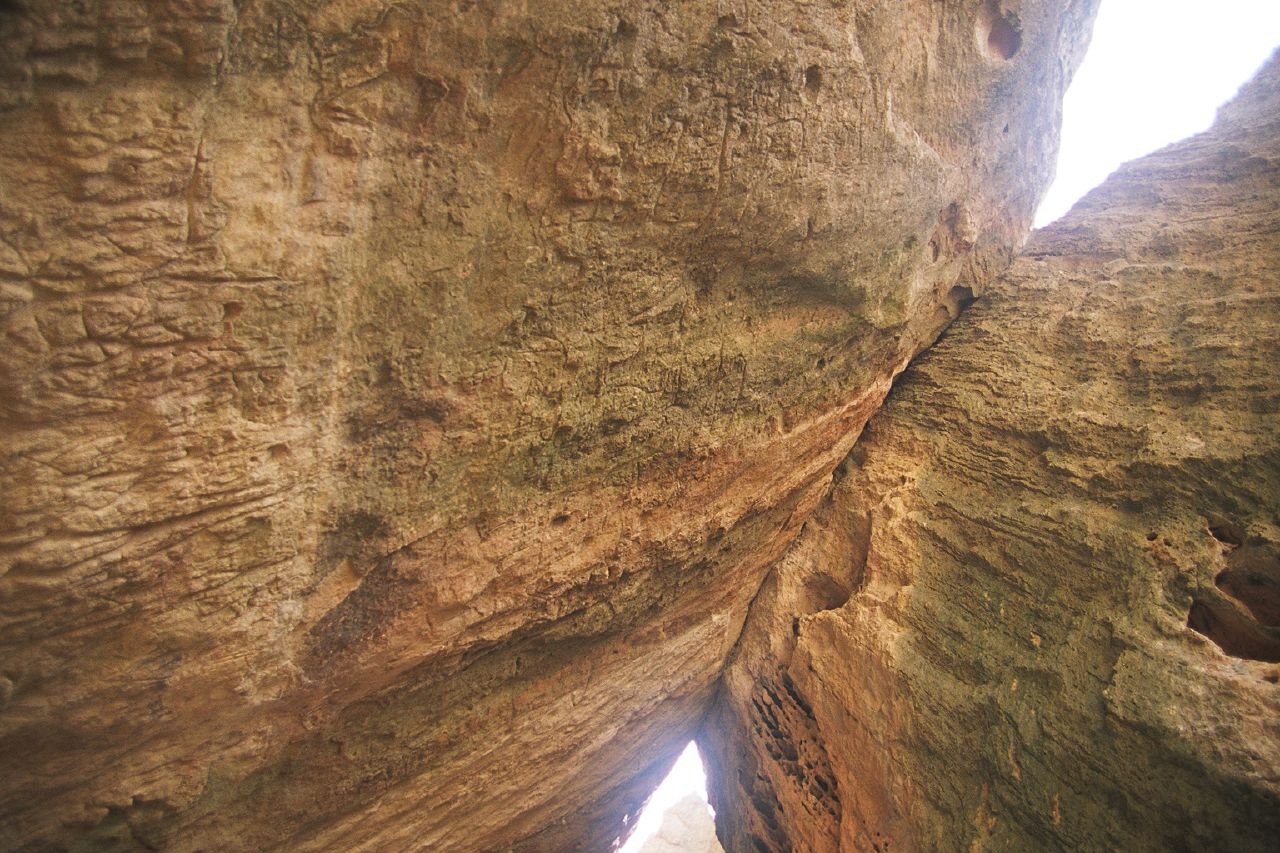
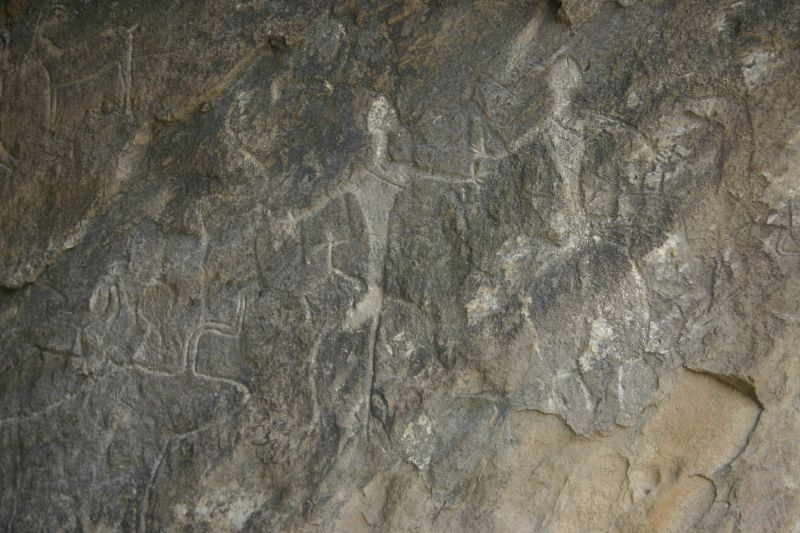
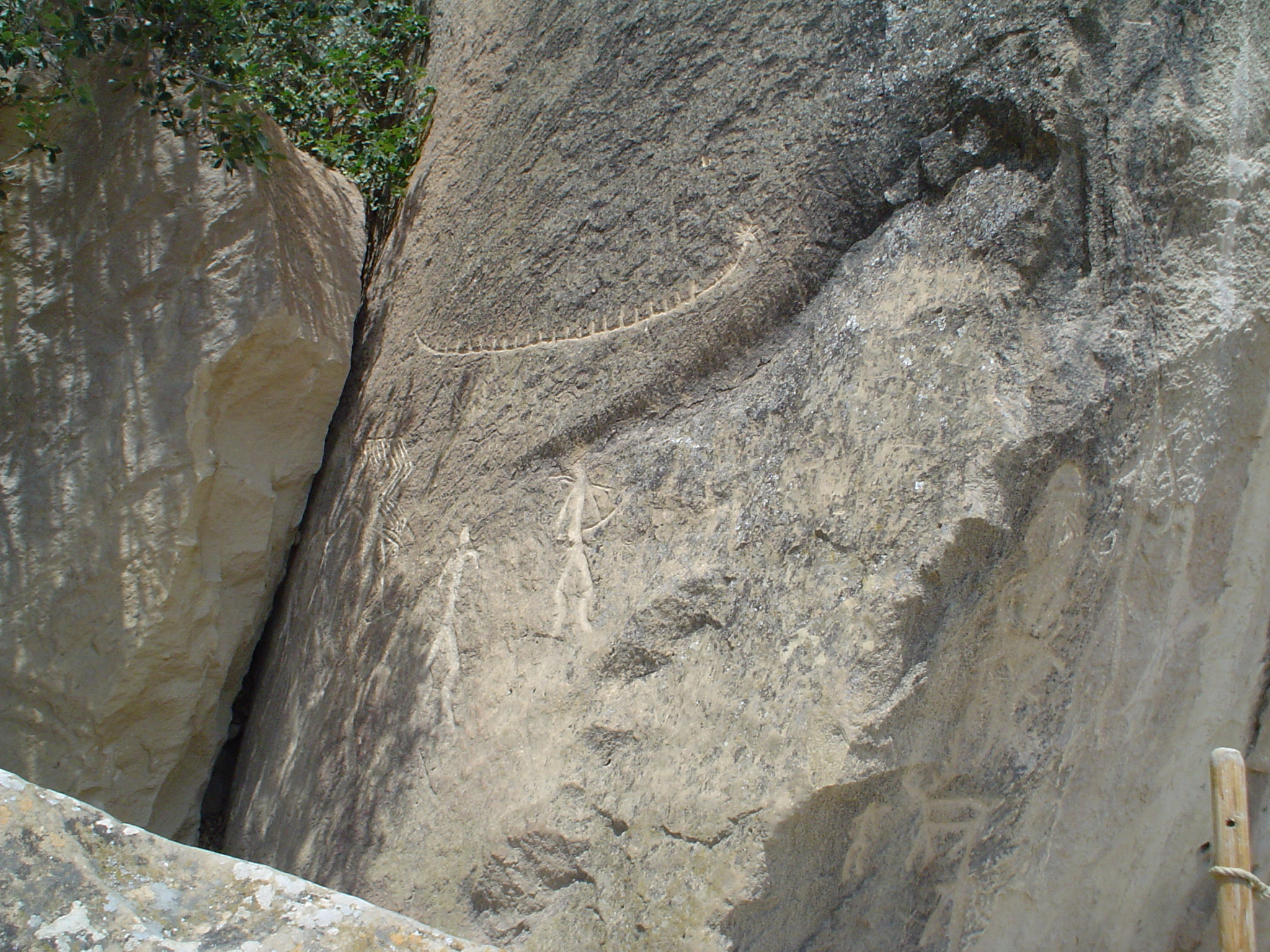
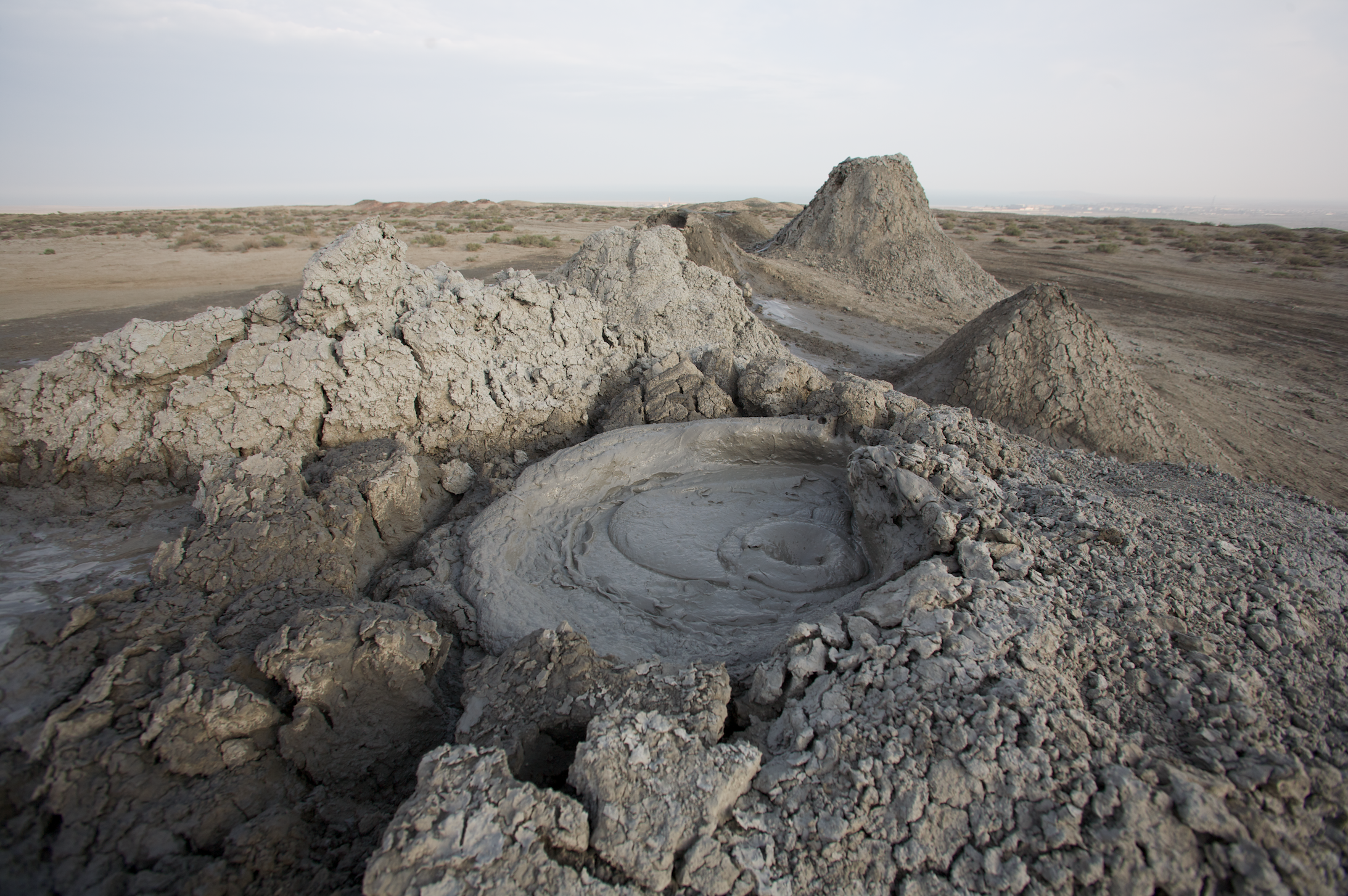
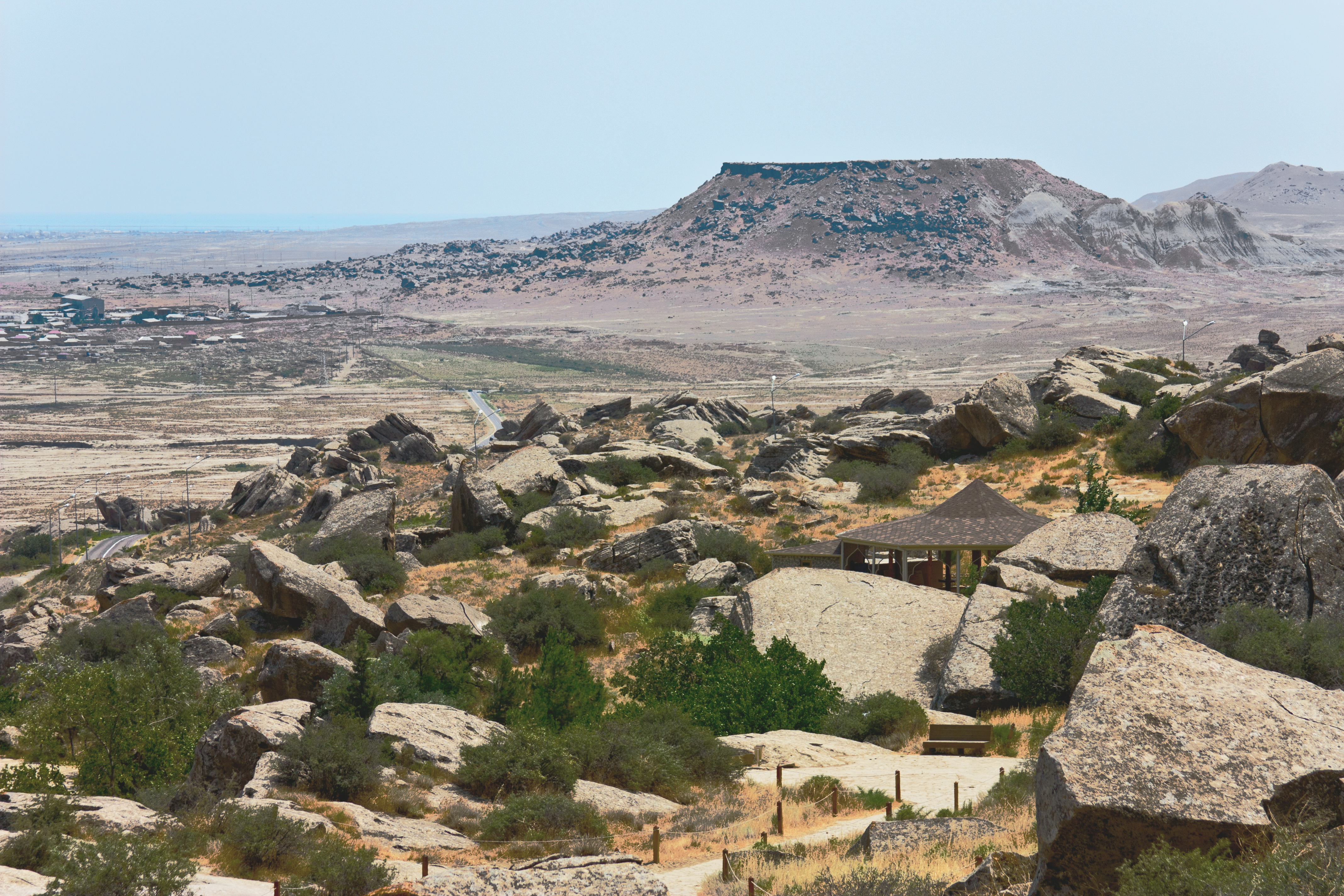
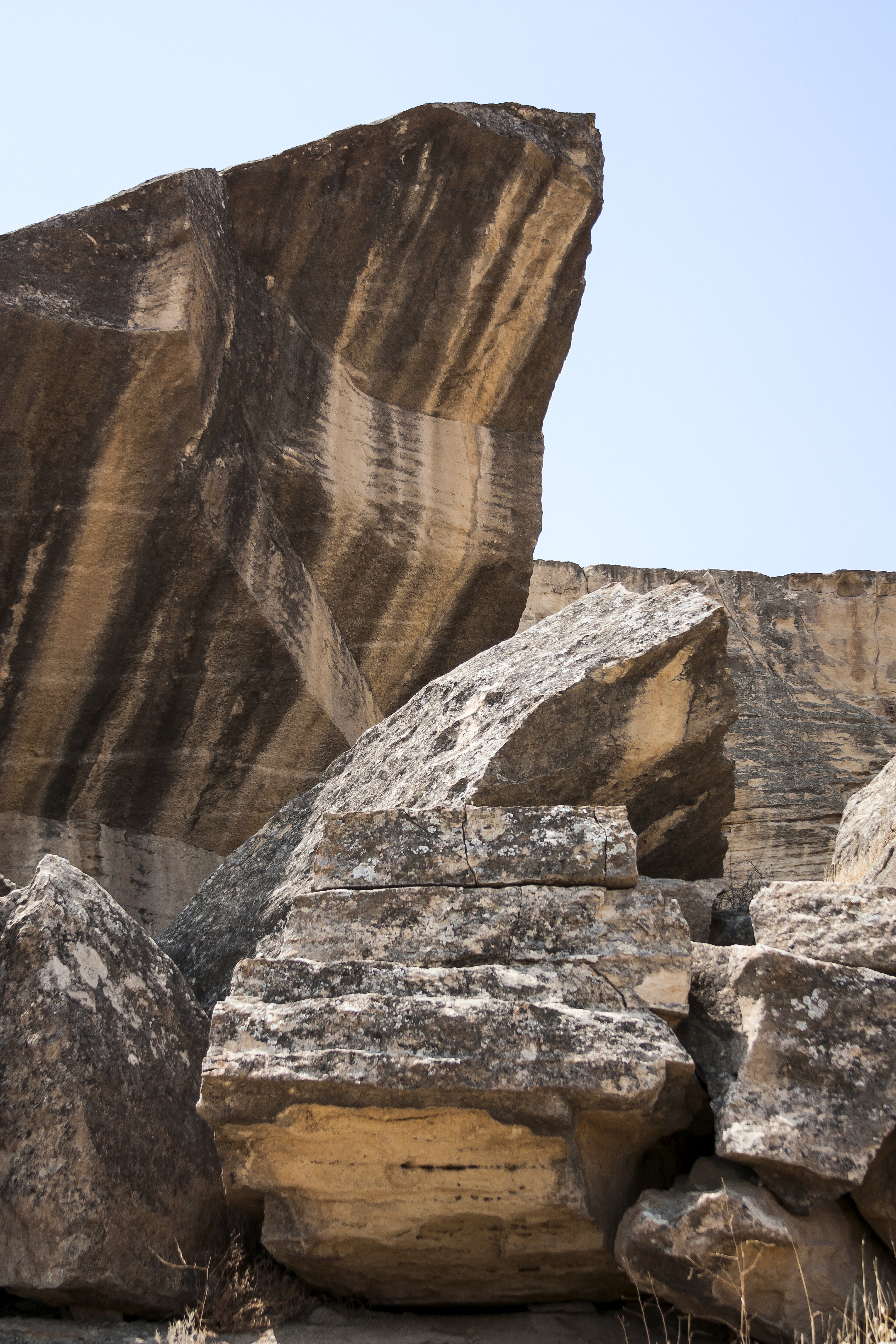
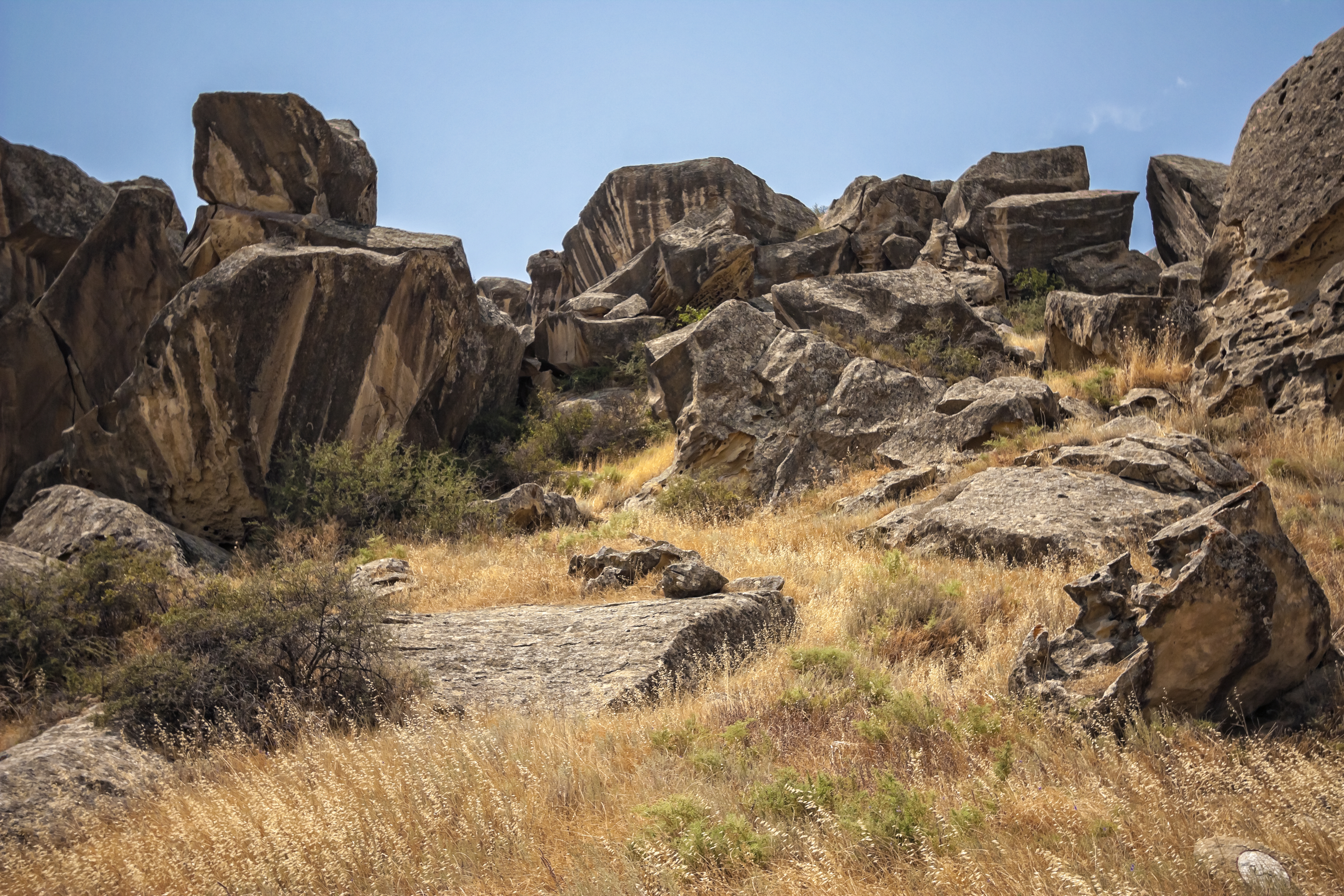